# Rupisalda saxicola
Rupisalda saxicola är en insektsart som först beskrevs av Polhemus 1972.  Rupisalda saxicola ingår i släktet Rupisalda och familjen strandskinnbaggar. Inga underarter finns listade i Catalogue of Life.